# Ronan (песня)
«Ronan» — благотворительный сингл американской исполнительницы и автора песен Тейлор Свифт. Текст песни Свифт основан на блоге Майи Томпсон о своём четырёхлетнем сыне Ронане, который погиб от нейробластомы в 2011 году. Свифт написала и спродюсировала песню, используя цитаты из блога и приписав Майе Томпсон роль соавтора. Вся выручка от продаж песни идёт на помощь в борьбе с раком.

## История песни
Свифт написала эту песню после прочтения блога Майи Томпсон, матери Ронана Томпсона, погибшего от нейробластомы в 2011 году. Майя начала писать в блоге в 2010 году, когда Ронану был диагностирован рак. Песня была выпущена для ITunes вскоре после выступления для телемарафона Stand Up To Cancer и все доходы с песни идут на благотворительные фонды по борьбе с раком.

## Коммерческий успех

### Продажи
За первую неделю песня была загружена 211,000 раз на территории США, что позволило ей дебютировать на втором месте в чарте цифровых песен Billboard и шестнадцатом в чарте в Billboard Hot 100. Это стало первым разом в истории чарта, когда две кантри-песни были одновременно проданы в тираже более 200,000 экземпляров. Весь доход от песни пошёл на благотворительность. 
| Регион                                                       | Сертификация | Продажи  |
| ------------------------------------------------------------ | ------------ | -------- |
| США (RIAA)                                                   | Золотой      | 500 000* |
| * Данные о продажах приведены только на основе сертификации. |              |          |

### Чарты
| Чарт (2012)                       | Высшая позиция |
| --------------------------------- | -------------- |
| США (Billboard Hot 100)           | 16             |
| США (Billboard Hot Country Songs) | 34             |

## Критический приём
Песня получила всеобщее признание от критиков. Rolling Stone назвали её «душераздирающей». Эндрю Унтербергер из Billboard назвал «Ronan» лучше песней Свифт, не вошедшей в её альбомы. Сама мать Ронана Томпсона высказалась об этой песне, как о «100% верной», в интервью для MTV она сказала: «Слушать её было очень эмоционально, я была поражена тем, как она всё поняла. Так, как большинство людей не понимают».

## Ronan (Taylor’s Version)
6 августа 2021 года Свифт объявила, что перезаписанная версия «Ronan» под названием «Ronan (Taylor’s Version)» будет включена в качестве 21-го трека в её второй перезаписанный альбом с таким же названием, который выйдет 19 ноября 2021 года на Republic Records.
Официальный трек-лист альбома был опубликован 6 августа 2021 года.